# Aristolochia melastoma
Aristolochia melastoma Silva Manso ex Duch. – gatunek rośliny z rodziny kokornakowatych (Aristolochiaceae Juss.). Występuje endemicznie w Brazylii (w Dystrykcie Federalnym oraz w stanach Pará, Goiás, Mato Grosso do Sul, Mato Grosso, Minas Gerais, Rio de Janeiro, São Paulo i Parana)
.

## Morfologia
PokrójBylina płożąca.
LiścieMają eliptyczny lub lancetowaty kształt. Mają 5,5–13,5 cm długości oraz 1,5–4 cm szerokości. Nasada liścia ma rozwarty lub oszczepowaty kształt. Całobrzegie lub lekko faliste, z ostrym lub ogoniastym wierzchołkiem. Są owłosione od spodu. Ogonek liściowy jest nagi i ma długość 0,5–2,5 cm.
KwiatyZebrane są po 2–7 w gronach.
OwoceTorebki o podłużnie kulistym lub podłużnym kształcie. Mają 1,5–3 cm długości i 1,5 cm średnicy.

## Biologia i ekologia
Rośnie w wiecznie zielonych lasach.